# Sony (Mali)
Sony es una comuna o municipio del círculo de Kayes de la región de Kayes, en Mali. En abril de 2009 tenía una población censada de 8707 habitantes.
Se encuentra ubicada al oeste del país y al noroeste de la región de Kayes, en la zona climática del Sahel, y cerca de la frontera con Senegal y Mauritania.